# Герб Кропивницкого
Герб Кропивницкого (укр. Герб Кропивницького) — официальный геральдический символ города Кропивницкий, административного центра Кировоградской области Украины. Современный герб разработан членом Украинского геральдического общества Виталием Кривенко и утверждён решением Кировоградского городского совета 28 февраля 1996 года.

## Современный герб

### Описание
Используется в двух формах:
Малый герб представляет собой щит закругленной формы, на котором в золотом поле изображён синий опрокинутый вилообразный крест, отсекающий снизу красный сектор. В центре щита находится чёрный контур крепости Св. Елисаветы, в золотом поле которого красный вензель Св. Елисаветы. Щит вписан в серебряный картуш и увенчан золотой городской короной.
Большой герб состоит из малого герба, с расположенными по боками щитодержателями — двумя серебряными аистами. Под щитом расположены золотые колосья и декоративная ветвь, обвитые синей лентой с девизом «С миром и добром» (укр. З миром і добром), выполненным золотом.

### Композиция
Герб включает в себя элементы предыдущих символов города. Золотой колос вместе с золотым полем на щите символизируют богатство и плодородие окружающей город степи, красное поле обозначает местонахождение крепости и города на землях Войска Запорожского. Синий вилообразный крест символизирует реки Ингул, Сугоклея и Биянка, при слиянии которых и была построена крепость. Щитодержатели-аисты указывают на легендарную личность казака Лелеки (укр. Лелека — Аист), основателя хутора Лелековка, позднее ставшего частью города. Золотая корона-башня говорит о том, что этот герб принадлежит городу регионального (областного) уровня.

## Предыдущие гербы и их проекты

### Герб Елисаветграда

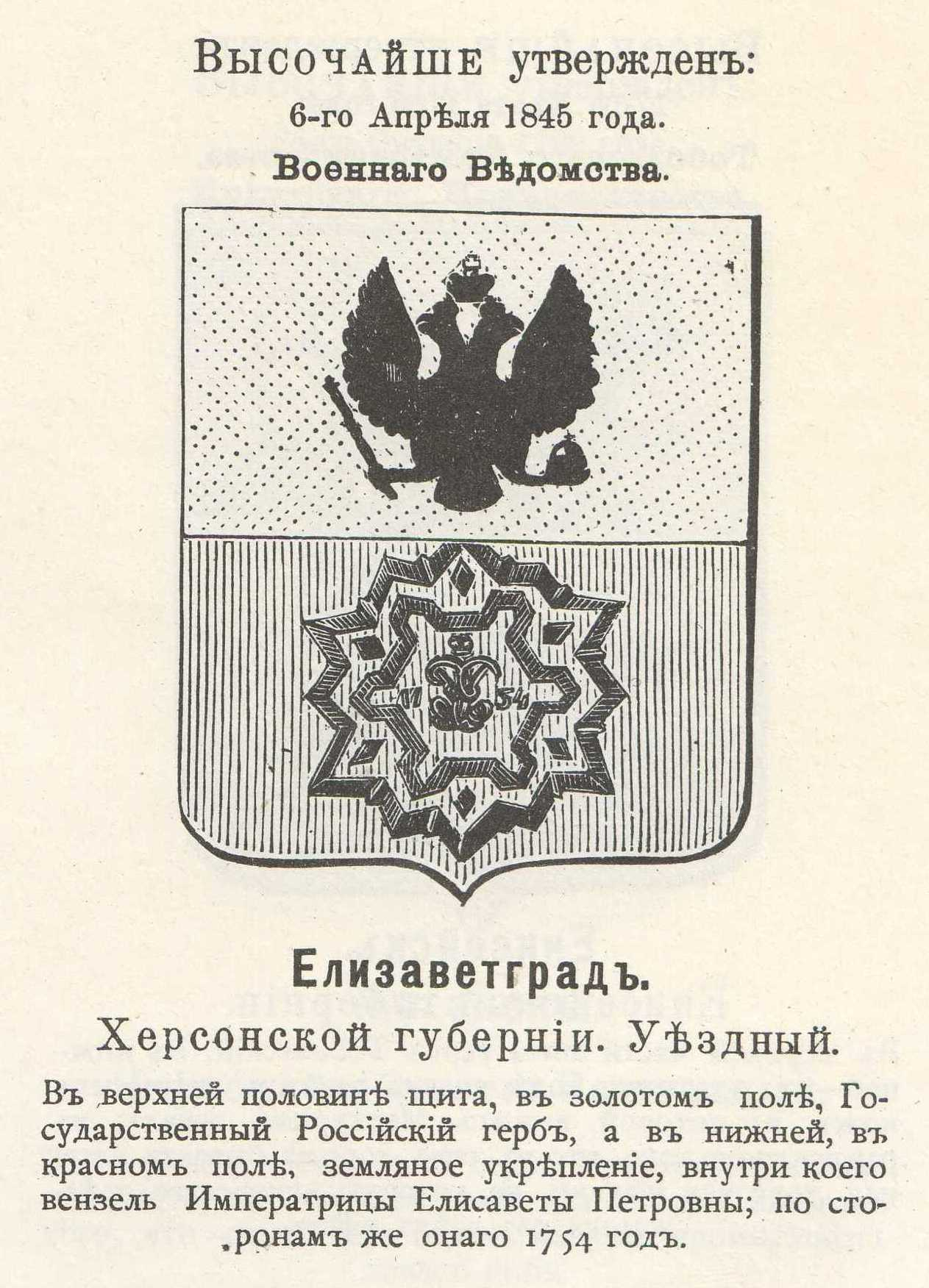
Герб Елисаветграда 1845 года с описанием из гербовника Винклера

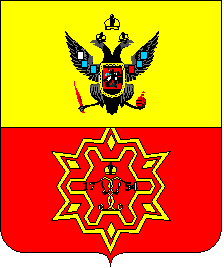
Герб Елисаветграда

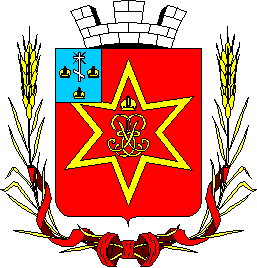
Проект герба Елисаветграда Б. Кёне

Первый герб Елисаветграда высочайше утверждён 6 (18) апреля 1845 года.

В верхней половине щита, в золотом поле, Государственный Российский герб, а в нижней, в красном поле, земляное укрепление, внутри коего вензель Императрицы Елисаветы Петровны, по сторонам же онаго 1754 год
— Описание из гербовника Винклера
Герб оставался неизменным до 1919 года, после чего перестал использоваться

### Проект Б.Кёне

Герб Кировограда в советский период

Во 2-й пол. XIX века городские власти Елисаветграда получили предложение известного реформатора в области российской геральдики, управляющего Гербовым отделением при департаменте Бернгарда Васильевича Кёне рассмотреть новый проект городского герба: в красном поле золотая сквозная шестилучевая звезда, в центре которой вензель Елизаветы Петровны. В свободной части герба герб Херсонской губернии, в состав которой входил город. Щит был увенчан серебряной городской короной с тремя башенками и обрамленный двумя золотыми колосками, обвитыми Александровской лентой.
Проект не был принят.

### Эмблема советского периода
Эмблема Кировограда в период СССР (технически она не являлась гербом, поскольку противоречила большинству канонов геральдики) была утверждена Кировоградским советом депутатов трудящихся 4 января 1969 года. Её автором выступил архитектор Л. Е. Растрыгин. Эмблема имела следующий вид: в лазурном щите — золотые колосья и золотая половина шестерни (символы сельского хозяйства и сельскохозяйственного машиностроения) на нем. На шестерне чёрное название города на украинском языке. В пересеченной красным и лазурным цветом верхней части (повторение цветов флага УССР) — серебряный круг с золотым серпом и молотом. В зелёном основании — золотая старинная пушка с тремя ядрами (символ исторического прошлого города).